# Адраст
Адраст (на старогръцки: Ἄδραστος – „този, от когото не може да се избяга“) в древногръцката митология е цар на Аргос.
Адраст учредява Немейските игри. Жени се за Амфитея, дъщерята на Пронакс. Своите дъщери Аргия и Деипила той дава за жени на Полиник и Тидей – изгнаници, които е приютил.
В желанието да помогне на зет си Полиник да върне бащиния си престол той оглавява похода на седемте срещу Тива, в която войската им е избита и само той от предводителите се спасява благодарение на вълшебния кон Арейон, подарък от Херкулес. Десет години след този неуспешен поход Адраст участва и в похода на епигоните, в който загубва сина си Егиалей и после умира от мъка.